# 和田川 (常願寺川水系)
和田川（わだがわ）は、富山県富山市を流れる常願寺川水系の河川。

## 地理
富山県富山市南東部の岐阜県との境界に位置する寺地山（標高1,996m）に源を発し、有峰ダムによって巨大な人造湖・有峰湖が形成されている。湖には補給水として神通川水系双六川から水を注がせている。その後は北西へと流れ、富山市和田と富山市小見の境で常願寺川へ合流する。西には小口川が並行し、北陸電力の水力発電所を通じて和田川の水が送水されている。

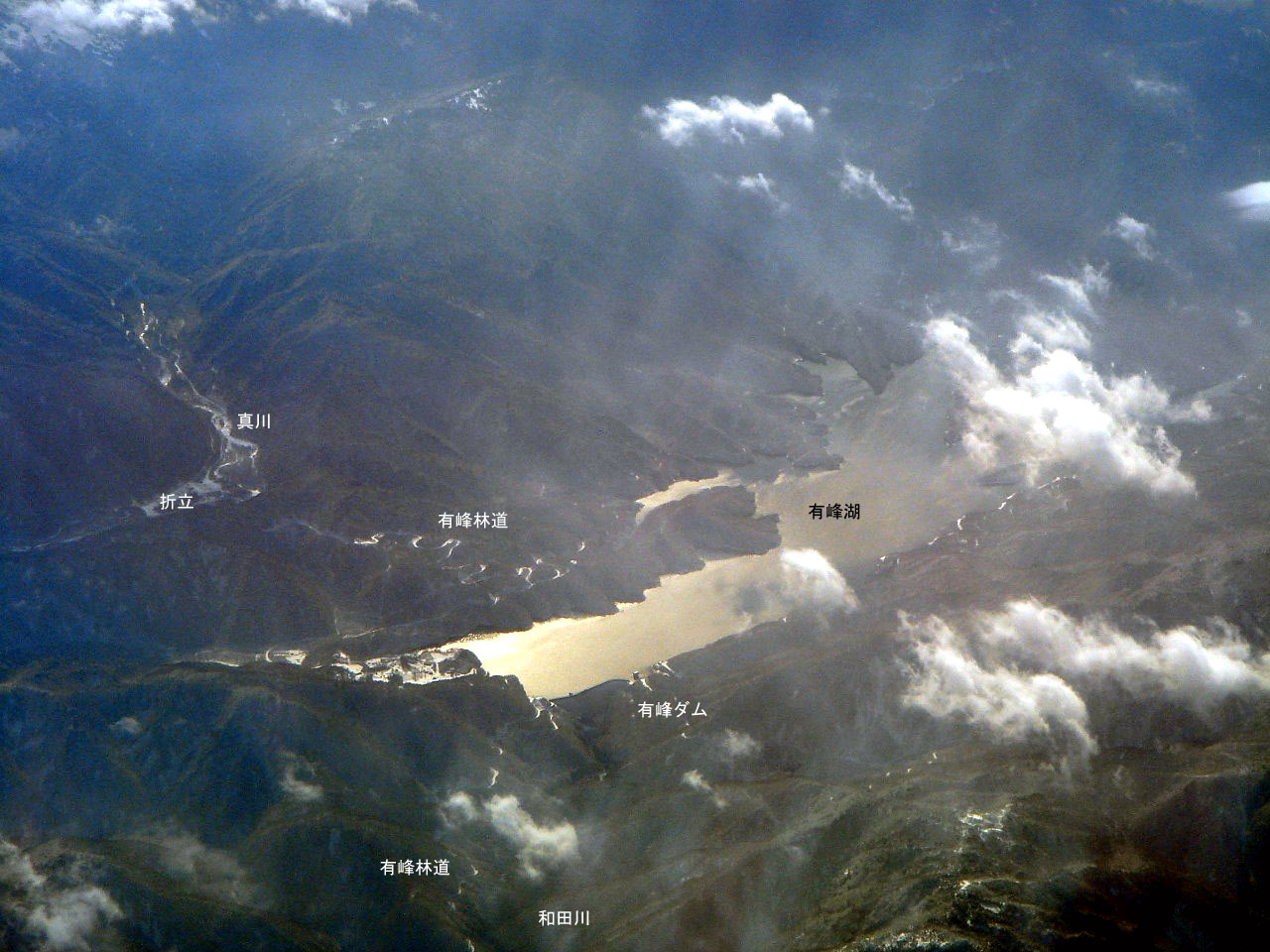
有峰湖空撮
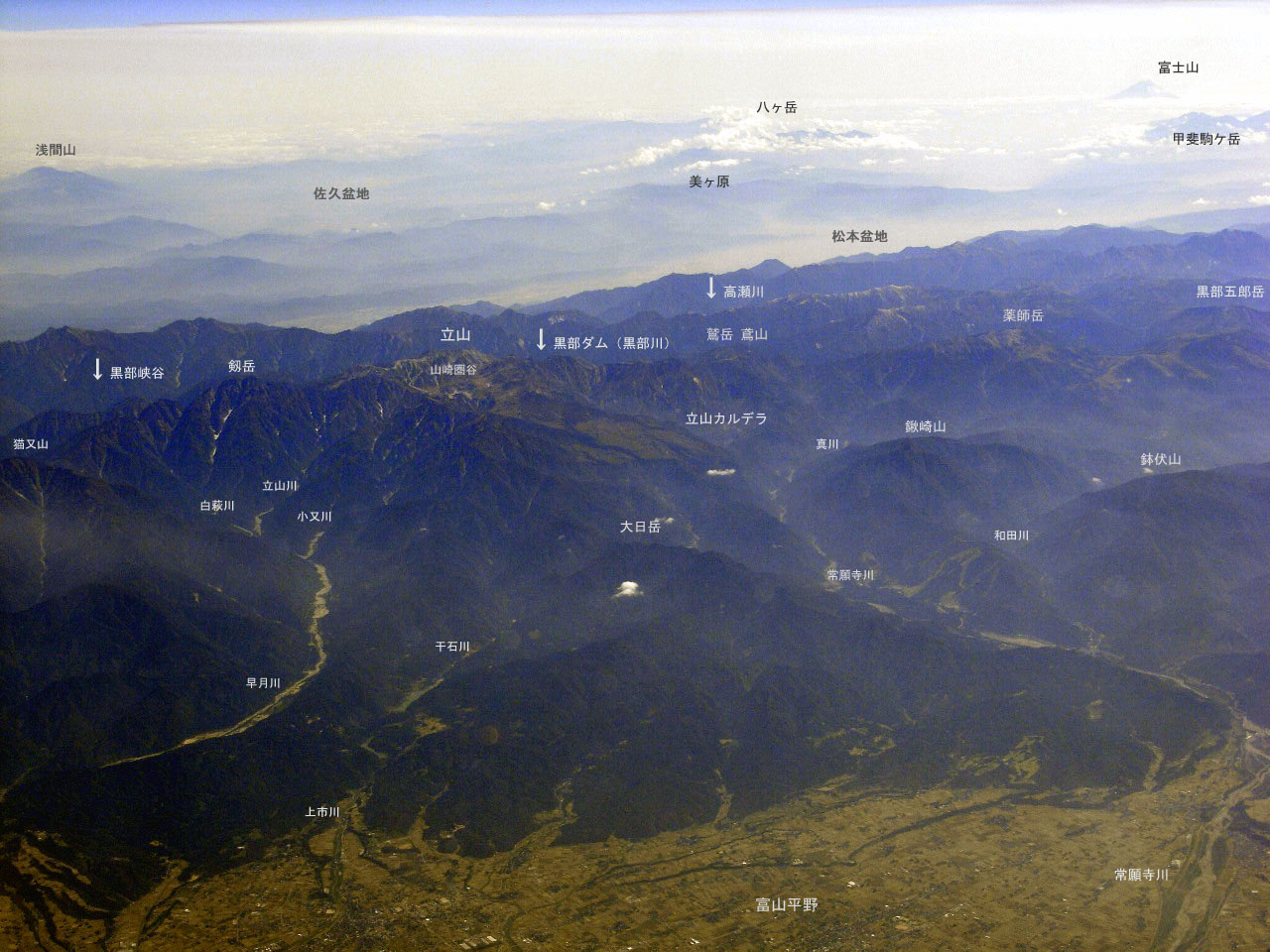
和田川の位置

## 河川施設
- 有峰ダム
- 新中地山ダム

## 流域の自治体
富山県
富山市

## 並行する交通

### 道路
- 有峰林道（有料道路）

## 橋梁
下流より記載
- （常願寺川） - 霞橋 - （新中地山ダム） - （有峰ダム）